# Niederwambach
Niederwambach est une municipalité de Rhénanie-Palatinat, dans l'arrondissement de Neuwied, en Allemagne.

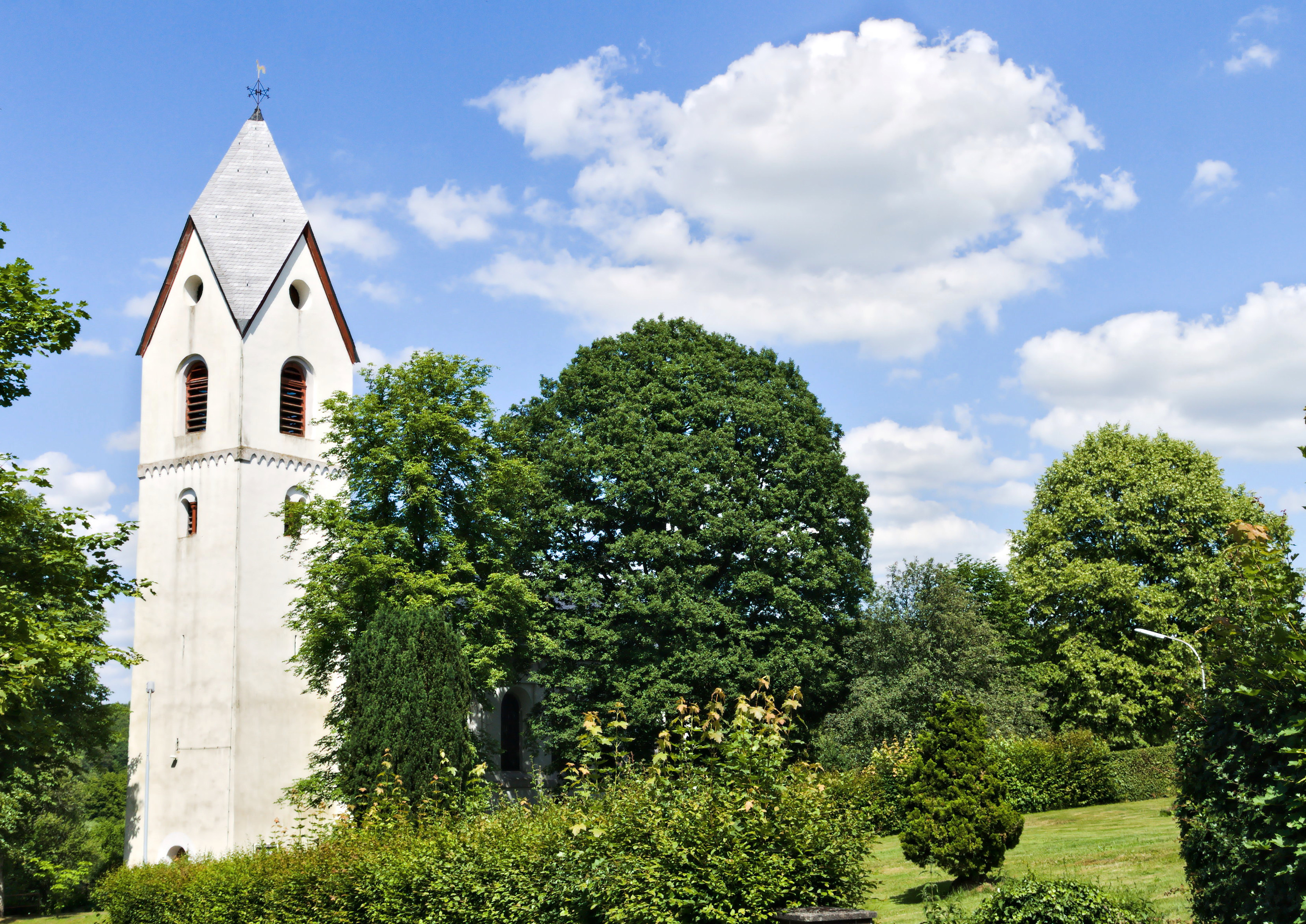
L'église.